# Hoyt Patrick Taylor senior

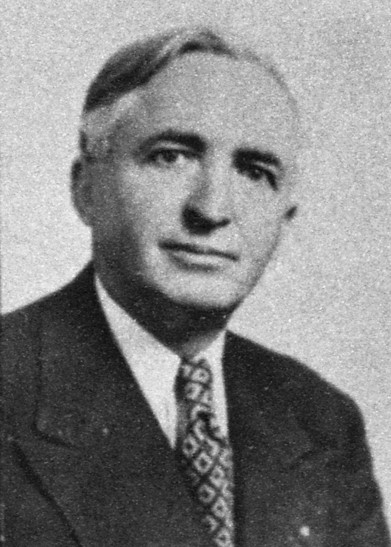
Hoyt Patrick Taylor

Hoyt Patrick Taylor Sr. (* 11. Juni 1890 in Winton, Hertford County, North Carolina; † 12. April 1964 in Wadesboro, North Carolina) war ein US-amerikanischer Politiker. Zwischen 1949 und 1953 war er Vizegouverneur des Bundesstaates North Carolina.

## Werdegang
Hoyt Taylor besuchte die Winton High School, die Horner Military Academy, und das Wake Forest College. Nach einem Jurastudium und seiner Zulassung als Rechtsanwalt begann er in Wadesboro in diesem Beruf zu arbeiten. Während des Ersten Weltkrieges war er Oberleutnant in der US Army. Für seine militärischen Leistungen wurde er mit dem Silver Star und dem Purple Heart ausgezeichnet. Außerdem erhielt er eine Belobigung von General John J. Pershing. Politisch war er Mitglied der Demokratischen Partei und deren Bezirksvorsitzender im Anson County. Zwischenzeitlich amtierte er auch als Bürgermeister der Stadt Wadesboro. Zwischen 1936 und 1943 saß er im Senat von North Carolina, wo er dem Finanz- und Haushaltsausschuss angehörte und zwischenzeitlich dessen Vorsitz innehatte. 1945 war er als Legislative Assistant für Gouverneur R. Gregg Cherry tätig.
1948 wurde Taylor an der Seite von W. Kerr Scott zum Vizegouverneur von North Carolina gewählt. Dieses Amt bekleidete er zwischen 1949 und 1953. Dabei war er Stellvertreter des Gouverneurs und Vorsitzender des Staatssenats. Im Juli 1952 nahm er als Delegierter an der Democratic National Convention in Chicago teil. Er kümmerte sich besonders um Bildungsfragen und wirtschaftliche Entwicklungen in seinem Heimatstaat.
Hoyt Taylor starb am 12. April 1964 in Wadesboro. Er war seit 1923 mit Inez Wooten verheiratet, mit der er drei Kinder hatte. Darunter war der 1924 geborene Sohn Hoyt Jr., der später ebenfalls Vizegouverneur von North Carolina werden sollte.